# Südlohner Moor
Das Südlohner Moor ist ein Naturschutzgebiet am südöstlichen Rand der niedersächsischen Stadt Lohne im Landkreis Vechta.

## Allgemeines
Das Naturschutzgebiet mit dem Kennzeichen NSG WE 174 ist 680 Hektar groß. Es grenzt nach Osten an das im Landkreis Diepholz liegende Naturschutzgebiet Aschener Moor/Heeder Moor. Südlich der Bundesstraße 214 schließt sich das Naturschutzgebiet Steinfelder Moor an, das östlich der Kreisgrenze in das Diepholzer Moor übergeht. Das Gebiet steht seit dem 2. August 1986 unter Naturschutz. Zuständige untere Naturschutzbehörde ist der Landkreis Vechta.

## Beschreibung
Das Naturschutzgebiet liegt zwischen Lohne und Diepholz in der Diepholzer Moorniederung. Es stellt ein Hochmoorgebiet als Teil des Großen Moores unter Schutz. Das Naturschutzgebiet wird im Westen vom Vorderen Hochmoorkanal bzw. dem Laufgraben begrenzt, im Osten von der Grenze zum Landkreis Diepholz. Das Südlohner Moor wird durch die Dadau und die Beeke in Richtung der Hunte entwässert, in die beide Gewässer münden.
Das Naturschutzgebiet ist in zwei Zonen unterteilt. Die Randzone liegt im Westen des Gebietes und wird überwiegend landwirtschaftlich genutzt. Die Kernzone beinhaltet den größten Teil des Naturschutzgebietes. Hier sind nur vereinzelt landwirtschaftlich genutzte Flächen zu finden. In der Kernzone wurde zum Zeitpunkt der Unterschutzstellung des Gebietes maschineller Torfabbau betrieben. Nach dem Ende des Torfabbaus soll der Kernbereich vollständig wiedervernässt werden, um sich regenerieren zu können. Dadurch würden die zur Entwässerung angelegten Oberläufe der Dadau und der Beeke nachhaltig ihre Gestalt ändern, wenn nicht verschwinden. Teile des Moorgebietes sind mit Birken bewachsen.

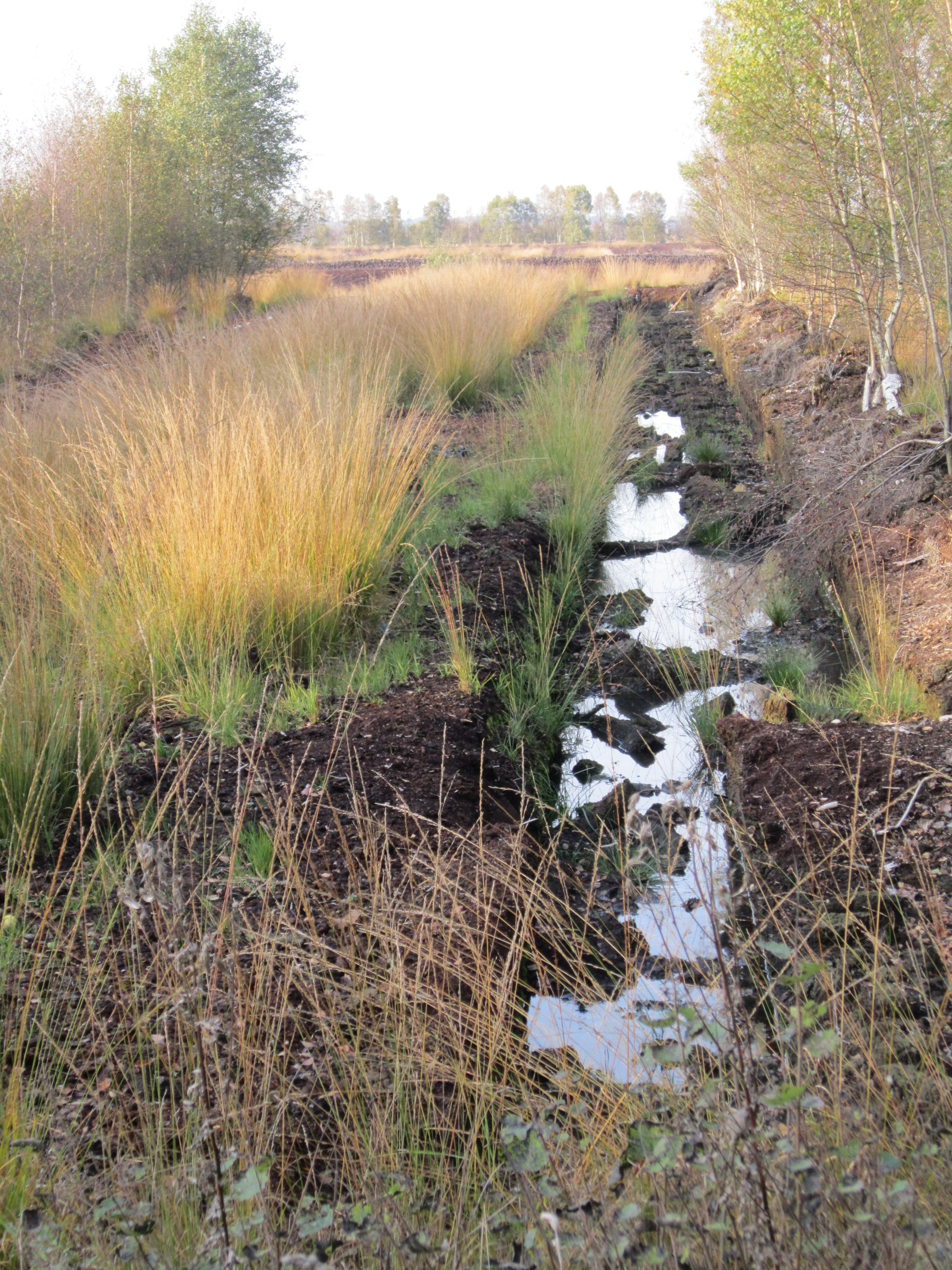
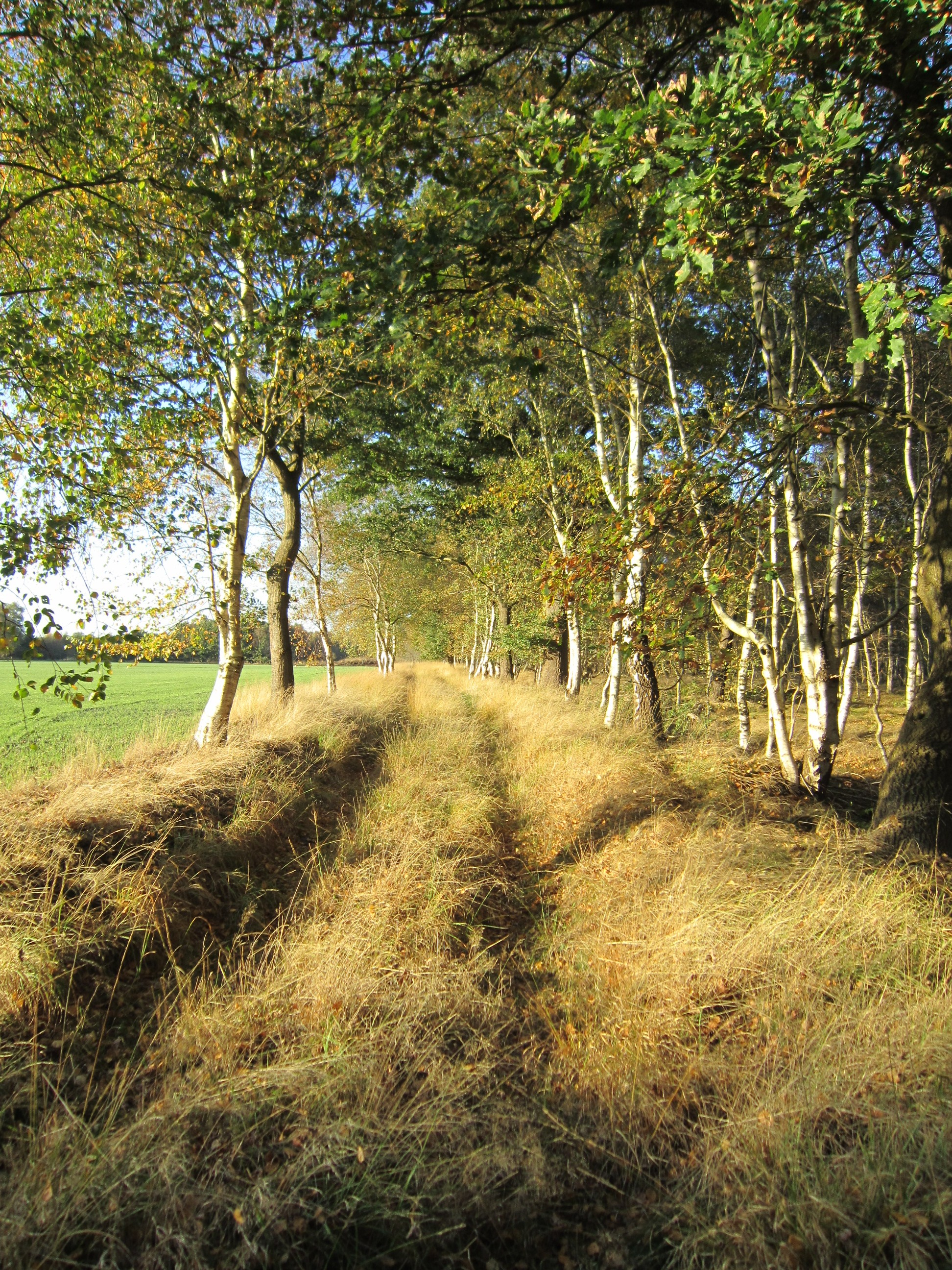
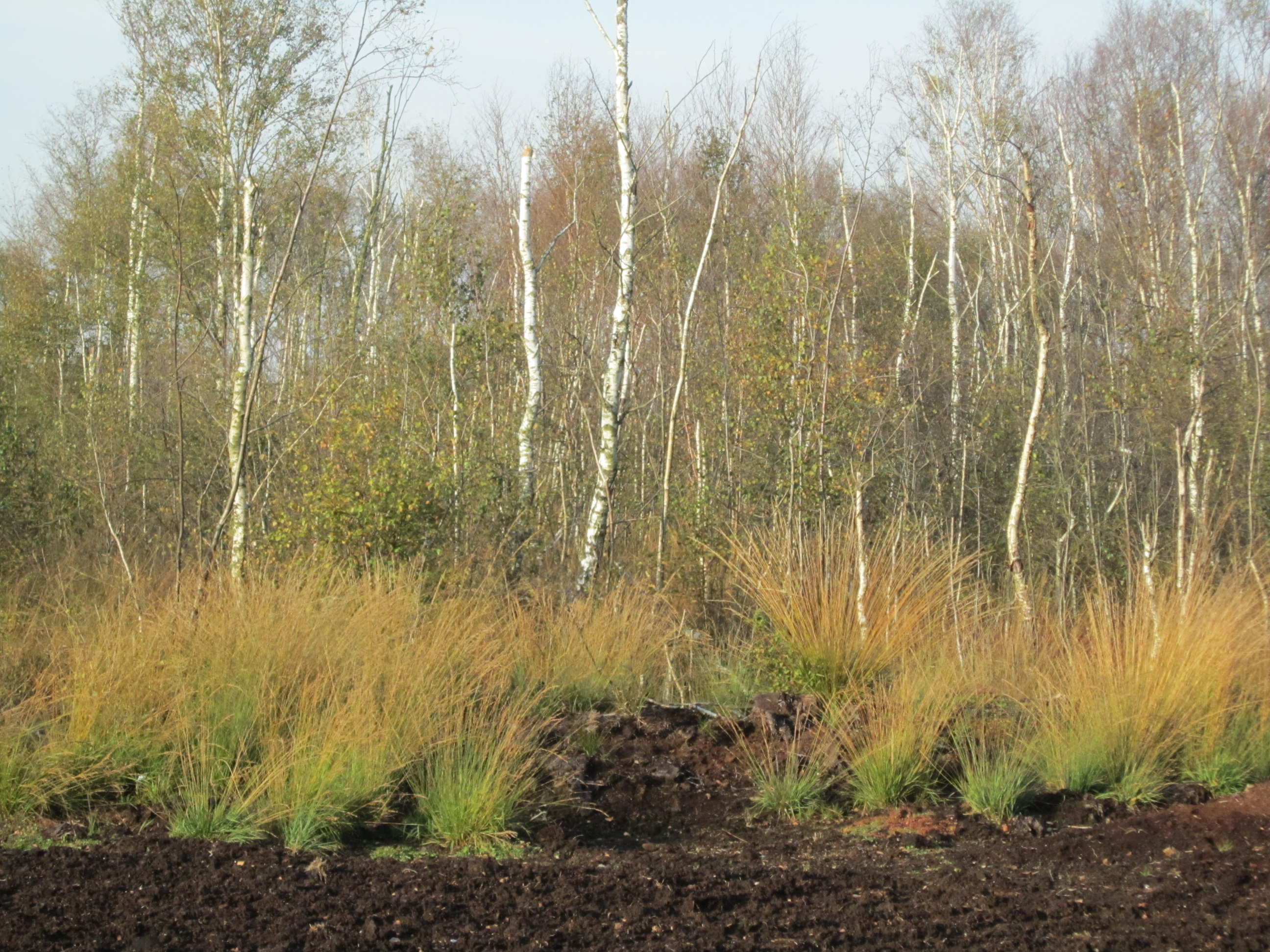